# San Salvador Atenco
San Salvador Atenco – miasto w Meksyku, w stanie Meksyk.